# Theo Custers
Theo Custers (Gent, 1950. augusztus 10. –) Európa-bajnoki ezüstérmes belga labdarúgó, kapus.
Részt vett az 1980-as olaszországi Európa-bajnokságon és az 1982-es spanyolországi világbajnokságon.

## Sikerei, díjai
Belgium
- Európa-bajnokság
  - ezüstérmes: 1980, Olaszország